# Frühneuzeitliche Staatsbildung
Frühneuzeitliche Staatsbildung bezeichnet den Prozess der Entstehung des modernen Anstaltstaats in der Frühen Neuzeit in Europa und den europäischen Kolonien. Der Prozess setzte am Ausgang des Spätmittelalters an und endete mit Beginn der Französischen Revolution 1789.

## Die europäische Herrschaftswelt um 1500

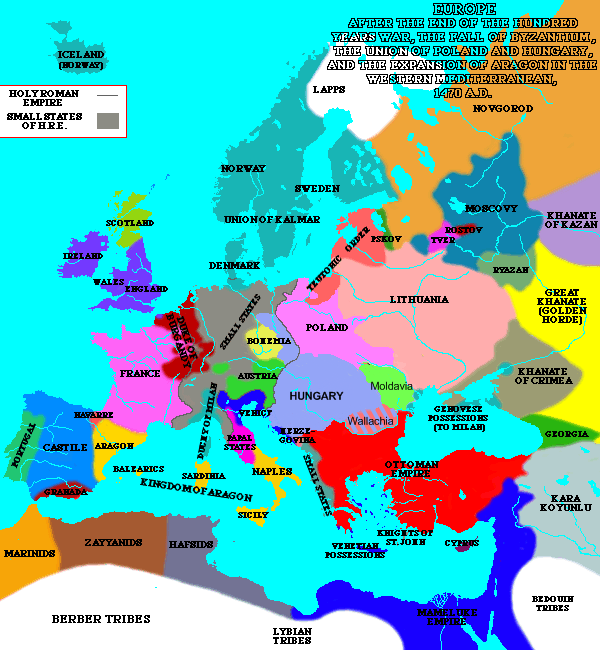
Europa um 1470

Um 1500 zu Beginn der Frühen Neuzeit bestanden in Europa mindestens 80 mehr oder weniger selbständige Herrschaftsgebilde. Bei einer weiter gefassten Definition von Selbständigkeit bestanden mindestens 500 Herrschaftsgebilde, die meisten davon lagen innerhalb des Heiligen Römischen Reichs. Im Zentrum und Westen des Kontinents hatten autonome Körperschaften (Stände, Städtebünde, freie Städte, Rittergüter) weitreichende Kompetenzen inne. Dazu gehörte die Rechtsprechung in ihren Verfügungsräumen und Bewilligungsrechte von Finanzzahlungen. Die Macht der Fürsten war auch ohne existierende Gewaltenteilung rein sachbezogen verschränkt.
Die größten einheitlichen Staatsstrukturen bildeten Polen-Litauen, das expandierende Großfürstentum Moskau, Frankreich und Spanien. Das Heilige Römische Reich bildete eine Sonderform, bedingt durch seinen Verfassungscharakter (Goldene Bulle und Landfrieden von 1495) entsprach es einem Konglomerat von relativ autonomen Herrschaften, die nur lose zusammengehalten wurden. Die zentralstaatlichen Institutionen des Reichs um 1500 waren eher schwach ausgerichtet. Das Reich basierte stets auf dem minimalen Konsens der „besitzenden“ Reichsstände. Politische Agilität ging von Reichsstrukturen daher immer nur kurzzeitig und einzelfallbezogen aus. Innenpolitische Lähmungstendenzen, aufwendige Konsensfindungsprozesse und Blockadehaltungen begrenzten die Gestaltungs- und Wandlungsfähigkeiten des mittelalterlichen Staatenbunds und förderten zentrifugal wirkende Kräfte, die den Reichsbund schwächten. Aufgrund seiner beträchtlichen Eigengröße, das Nichtvorhandensein von Rückständigkeiten gegenüber äußeren Mächten, behielt der Reichsverbund trotz aller äußeren und inneren Angriffe seine Struktur bis zum 18. Jahrhundert aufrecht, zerfiel dann aber zusehends.
Herrschaftsrechte und herrschaftliche Gewalt waren in mehrere Berechtigungsarten unterteilt. Die Grundherrschaft basierte auf Verfügungsrechten über Bodenbesitz und allem darauf befindlichen und ermöglichte das Recht auf bäuerliche Abgaben. Die Herrschaft über die niedrige und hohe Gerichtsbarkeit lag auch bei landsässigen Edelleuten oder korporativen Städten, das landesherrliche Kirchenregiment in protestantischen Territorien lag bei den vom Landesherren ernannten Bischöfen. Es gab auch noch informelle, zum Teil vertragliche Überlappungen weltlicher und geistlicher Herrschaft in katholischen Gebieten, die nicht von der Säkularisation der Kirchengüter während der Reformation betroffen wurden.
Die Partizipation an Herrschaft war ständisch gegliedert. Kaiser und Papst standen an der Spitze; gefolgt von den über ihre Landesherrschaft gebietenden Fürsten. Landesherrschaft bedeutete zunächst das Monopol der hohen Gerichtsbarkeit in einem Gebiet, die Reichsstandschaft (Recht, an Reichstagen) mitzuwirken; keine Unterwerfung unter andere Gewalt als Kaiser und Reich. Landstandschaft bedeutete das Recht, an den Ständeversammlungen eines landesherrlichen Territoriums mitzuwirken. Der Bürgerstatus brachte die Mitwirkung an der Verwaltung der Stadtgemeinde. Zum Teil war der Bürgerstatus in Ratsfähige und sonstige Bürger unterteilt. Die Zünfte, bestehend aus Handwerkern machten mit dem Patriziat den größten Teil der Bürgerschaft aus.
Fürsten verfügten als eigenes Beratungsorgan nur über Hofräte, die Teil des persönlichen Gefolges des Fürsten waren. An Verwaltung gab es ihre Hofkanzlei und eine Hofkammer. Sie betrieben eine Reiseherrschaft innerhalb ihres Territoriums von Landesherrlicher Burg zur nächsten. Residenzen hatten sich erst im Ansatz gebildet. Das, was es an Verwaltung bereits gab, fand ohne Probleme Aufnahme innerhalb der Räumlichkeiten der Burgen und Schlösser. Es gab kaum geregelte Staatsfinanzen.
Mit dem Übergang von der Naturalwirtschaft zur Geldwirtschaft, der Einführung neuer bargeldloser Zahlungsformen, auch als kommerzielle Revolution bezeichnet, nahmen die wirtschaftliche-gesellschaftliche Dynamiken spürbar zu. Im Rahmen des sozialen Wandels entstanden neue Gesellschaftsgruppierungen. Darunter die Bürgerklasse, die sich auch als soziale Klasse verstanden. Auch erste Formen der Lohnarbeit in den progressiven Regionen Europas fanden Verbreitung. Frühkapitalistische Pachtverhältnisse entstanden und verdrängten unfreiere feudale Wirtschaftsstrukturen. Die Wirtschaftsstrukturen wandelten sich. Alte Eliten gerieten in eine ökonomische Krise, aus der sie sich nicht mehr befreien konnten. Humanismus förderte die Schaffung neuer Bildungsinstitute, wie Landesuniversitäten, die nicht mehr in der Hoheit der Kirchen lagen. Das Bildungsniveau stieg insgesamt an. Experten wie Juristen oder Mediziner standen für landesherrliche Aufgaben zur Verfügung. Die Individualisierung nahm zu. Dazu kamen tief einschneidende Auseinandersetzungen um den rechten Glauben im Zuge der Reformation. Die Ständeordnungen wankten.
Eine Mehrzahl hochadeliger europäischer Dynastien konkurrierten um die Verfügung über materielle Güter (Land, Leute, Güter, Geld) und immaterielle Ressourcen (Ruhm, Ehre). Dabei stützten sie sich auf zunehmend professionelle Machteliten mit Expertenwissen wie Gelehrte, die ihren Status dem Fürsten verdankten und daher gleichgerichtete Interessen hatten. Das Wachstum der Staatlichkeit verschärfte die Rivalität; jeder suchte auf Kosten des anderen zu expandieren, auch mittels Gewalt.
Staatsbildung erfolgte als Folge eines zunehmenden Verdrängungswettbewerbs zwischen den Herrschaftsträgern Europas. Dabei wurden herrschaftliche Kriege immer ressourcenintensiver, was zur Entstehung einer staatlichen Organisation bestehend aus einer Zentralverwaltung und einer Finanzeneinnahmeorganisation mit beitrug.
Vereinheitlichungstendenzen der herrschaftlichen Gewalt verstärkten sich um 1500. Die Fürsten versuchten ihre stark eingeschränkten Herrschaftsrechte als Landesherren zu bündeln und einheitlich zu ordnen. Teilweise mussten sie im Spätmittelalter ihre Rechte und Besitzungen verpfänden um Zugang zu ständischen Finanzbewilligungen und Gelder zu erhalten. Sie waren daher bestrebt, die ständische Rechte wieder einzuschränken und durch eine einheitliche, disziplinierte, von ihnen gelenkte und auf sie ausgerichtete Untertanengesellschaft zu ersetzen. Ihr Ausgreifen richtete sich damit gegen das im Spätmittelalter vielerorts etablierte Ständewesen, insbesondere Städte, gutsbesitzender Adel und die Kirche.

## Begleiterscheinungen, Voraussetzungen

### Ideologie

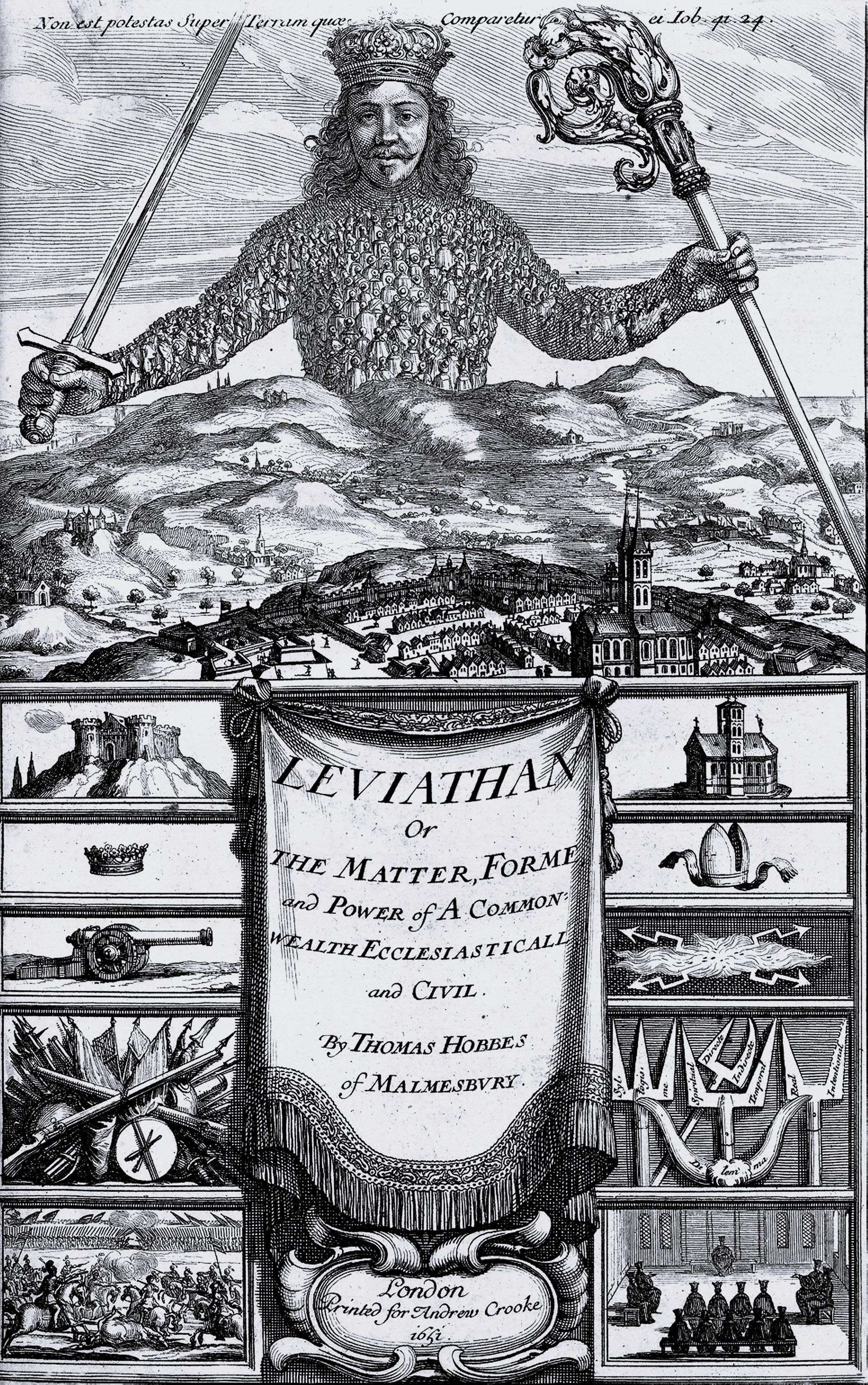
Frontispiz von Hobbes’ Leviathan. Zu sehen ist der Souverän, der über Land, Städte und deren Bewohner herrscht. Sein Körper besteht aus den Menschen, die in den Gesellschaftsvertrag eingewilligt haben. In seinen Händen hält er Schwert und Krummstab, die Zeichen für weltliche und geistliche Macht. Überschrieben ist die Abbildung durch ein Zitat aus dem Buch Hiob: „Keine Macht auf Erden ist mit der seinen vergleichbar“.

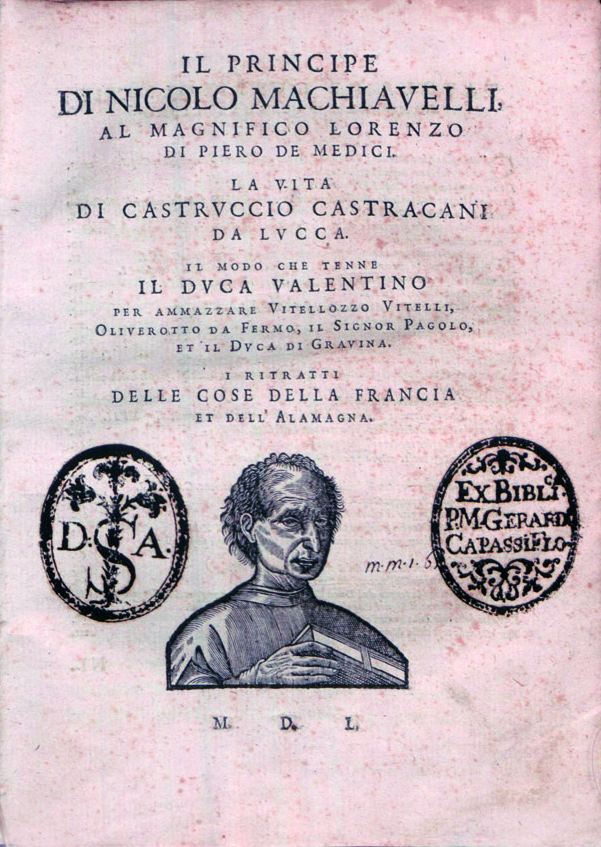
Buchdeckel von Il Principe und La Vita di Castruccio Castracani da Lucca 1550

Zur Bildung eines übergeordneten geistigen Ideals, eine Art moralisches Leitprinzip oder richtungsweisender Kompass für die damaligen Herrscher, bedurfte es der Entwicklung neuer geistiger Ansätze. Diese prägten die Vorstellungswelten der Fürsten bei ihrer Ausbildung für ihr Herrscheramt von klein auf und wirkten sozialisierungsbildend auf die Herrscher ein. Sie definierten zulässige und nicht zulässige Herrscherrollen und richteten die Person des Herrschers in ein Gesellschaftssystem, das keine offizielle Verfassung kannte aus. „Den“ Staat gab es noch nicht in der Vorstellungswelt weltlicher Herrscher. Es war zunächst nur „ihr“ privates Besitztum, eine Art überdimensioniertes Grundstück, mit Wohnsitz und Wildparkcharakter. Ein höheres Verantwortungs- und Pflichtgefühl für die eigenen Untertanen war ebenso wenig bei den Fürsten ausgeprägt. Fürstliche Souveränität, Staatsraison, Herrschaftsvertrag, später der aufgeklärte Absolutismus wurden neue Kernelemente politischer Theorien, die sich aus mehreren Entwicklungsetappen von 1500 bis um 1650 stufenweise entwickelte und der Fürstenherrschaft einen höher entwickelten Aufgaben- und Pflichtenkatalog verordnete.
Nur das Militär sicherte im Mittelalter die Fürstenherrschaft. Legitimation basierte nur auf Stärke, Drohung und die Fähigkeit zur Sanktionierung. Der Fürst konnte bis dahin allenfalls mit einem symbolisch verliehenen Gottesgnadentum seine Herrschaft legitimieren. Mit politischen Staats- und Vertragstheorien ließ sich von und vor den geistigen Eliten zusätzliche, neue Herrscherlegitimation begründen. Sie verknüpften die Fürstenherrschaft mit der Aufgabe der Förderung der Allgemeinwohlfahrt. Fürsten sollten nun nach den gemeinsamen Nutzen für die Sache streben. Daran wurden sie fortan gemessen. Widerstandsrechte waren daran gekoppelt.
In der Zeit des Spätmittelalters dominierte der Typ des Desperados und Raubritters im Adel. Bedingt war dies auch durch die Spätmittelalterliche Agrarkrise. Ein guter Fürst war ein guter Krieger, der für Ordnung im Gefolge sorgte und das überbordende Fehdewesen klein hielt. Der Aufwuchs des Selbstverständnis der Landesherren, mehr zu sein, als nur eine ordnende Macht als Primus inter Pares erforderte die Schaffung des Leitbildes eines Potenten, nach Macht strebenden Renaissancefürsten, der zugleich die Fähigkeit zur Ordnung, Zentralisierung und Sachlichkeit besaß. Auf heutige Maßstäbe übertragen, entspräche dies einem General mit betriebswirtschaftlichen Managementkompetenzen.
Bis zum Beginn der Frühen Neuzeit existierte das Ideal einer Christenheit als Herrschaftsverband unter der Doppelspitze von römischem Kaiser und Papst, mit abgestufter Herrschaftsteilhabe der übrigen Machtträger. Karl V. (1519/20–1556 Kaiser) versuchte als letzter eine darauf hin ausgerichtete Universalmonarchie zu errichten. Unterstützt durch politische Theorien bildete sich bis ins 17. Jahrhundert das Konzept des souveränen (Fürsten-)Staats. Im Westfälischen Frieden (1648) wurden erstmals die als souverän betrachteten Völkerrechtssubjekte aufgezählt und damit ein internationales Staatensystem konstituiert.
Jean Bodin definierte in Six Livres de la République (1583) die Attribute von fürstlicher Souveränität. Dazu gehörten die Entscheidungsgewalt über Krieg und Frieden, Begnadigungs-, Gesetzgebungs-, Steuergewalt, Kontrolle eines Regierungs- und Verwaltungsapparats. Souveränität wird Fürsten zugeschrieben, die diese direkt von Gott und ohne Zwischenschaltung von Kaiser und Papst erhalten haben. Entsprechend ist es Pflicht der anderen Mitglieder einer politischen Gemeinschaft, sich dem Fürsten zu unterwerfen. Dies bildet auch die Basis für die Vorstellung einer absoluten Herrschaft im Innern (Absolutismus).
Anfänge der Staatsraison finden sich bei Niccolò Machiavelli im Il principe (1513/1532). Ausbildung fand die Vorstellung bei Giovanni Botero im Werk Della ragion di stato (1589). Die Erhaltung des stato, also des Zustands der Herrschaft, mit welchen Mitteln auch immer war nun oberstes Ziel politischen Handelns. Der Staat wurde damit abgelöst vom herrschaftlichen Personenverband gedacht. Seine Führung wurde zum Objekt ausschließlich auf die Vernunft gestützter Überlegungen. Praktische Durchsetzung fand dies Haltung gegen Ende des Dreißigjährigen Kriegs, als der spanische König, in seinem Selbstverständnis katholischer König, angesichts der militärisch-politischen Lage (necessitas) Verträge mit den „häretischen“ niederländischen Generalstaaten und evangelischen Eidgenossen abschloss.
Unterwerfung und Kontrolle der Kirche verstärkte den Staatsbildungsprozess. Der konfessionelle Pluralismus, der sich in den europäischen Religionskriegen langfristig etablierte, zwang die Fürsten dazu, die Legitimation der zentralen Herrschaft von der Konfession unabhängig zu machen, und führte zur Herausbildung neuer Legitimationsgrundlagen (Naturrecht, wohlfahrtsstaatlicher Utilitarismus).
Grundlegend für den Gesellschaftsvertrag wurde Thomas Hobbes Werk Leviathan von 1651. Die Schrift leistete eine theoretische Begründung und Rechtfertigung einer zentralen Staatsgewalt. Im Naturzustand ohne Gesetz und Staat kämpften alle Menschen gegen alle um knappe Ressourcen. Auch ein Rechtschaffener musste von der Absicht eines Übergriffs seitens seines Nächsten ausgehen und deshalb bestrebt sein, diese Bedrohung vorsorglich auszuschalten. Der Nutzen in Form von Sicherheit und Wohlfahrt für alle steigt, wenn alle Mitglieder eines Gemeinwesens ihre Macht und ihr Selbstbestimmungsrecht einem Einzelnen oder einer Versammlung übertragen, die/der Gewalt hat, Alle zum inneren Frieden und zu gegenseitiger Hilfe gegenüber äußere Feinde zu zwingen.
Autokratie und Absolutismusbestrebungen standen stets im Widerspruch zu Mitwirkmöglichkeiten der landständischen Parlamente und politische Repräsentation. Seit dem Spätmittelalter gab es Ständeversammlungen in der Form von Landtagen, die dem Herrscher als Beratungsgremium gegenübertraten (England: Magna Charta 1215, Reich 1495). Ohne Konsens der Stände konnten Fürsten keine Steuern einfordern und kein neues Recht setzen. Im Unterschied zu einem modernen Parlament setzten sich vormoderne Parlamente aber nicht aus gleichberechtigten, gewählten Vertretern der Staatsbürger zusammen, sondern vielmehr aus Herrschaftsträgern bzw. ihren Gesandten: Im Reichstag wirkten Kurfürsten, Fürsten, Grafen, Prälaten und Reichsstädte mit. Parlamente repräsentierten somit nicht einen politischen Verband, sondern konstituierten ihn selbst. Entschieden wurde nicht nach Mehrheitsprinzip, sondern getrennt nach ständischen Kammern (Adel, Klerus, Städte). Die politische Ordnung baute somit auf der sozialen Hierarchie auf. Im Bestreben zur Etablierung einer absolutistischen Herrschaft versuchten Fürsten mit unterschiedlichem Erfolg die Ständeversammlungen auszuschalten Frankreichs Herrscher verzichteten nach 1614 auf eine Einberufung der Generalstände.
Die Person des Herrscher verkörperte den Staat. Diese Grundhaltung hielt sich bis zum Ende des Absolutismus, in Form des Ausspruchs L’état, c’est moi. Eine andere Sichtweise betraf den Korporatismus, der den Staat als Leib betrachtete und alle die Lehnsträger und damit Landsässige waren, gehörten zum Staatskörper. Personen bildeten Glieder eines Staates, der organisch verwachsen war. Diese biologische Begrifflichkeit eines Staats verdinglichte, materialisierte und entpersonalisierte sich, als mehr und mehr neue Behörden gegründet wurden, die außerhalb und fernab des Hofs angesiedelt wurden. Es entstand eine Expertokratie.
Auch der aufgeklärte Absolutismus, der die Stellung des Fürsten als Ersten Diener des Staates definierte, brachte eine weitere Herabsetzung des Fürsten in der Stellung zum Staat mit sich. Der Fürst war von diesem Zeitpunkt an vom Staatsbegriff externalisiert worden und gestaltete den nun zum Anstaltstaat gewandelten öffentlichen Einrichtungskomplex als eigenständiger Akteur von außen. Probleme daraus ergaben sich aus legitimatorischer Basis. Es fehlte die Gewaltenteilung und die Begrifflichkeit und Stellung des Volkes. Beide Ansätze wurden zeitgleich entwickelt, von Montesquieu, Rousseau und Voltaire. Sie führten zur Weiterentwicklung des fürstlichen Anstaltstaats in den Verfassungsstaat, der ab dem 19. Jahrhundert Durchsetzung fand. Der Frühneuzeitliche Staat blieb auf halber Entwicklungsstrecke stehen. Er veraltete ab Beginn der französischen Revolution schlagartig, neue Konzepte, die den dritten Stand politisch berücksichtigten, waren entstanden.

### Militärische Revolution
Die gestiegenen militärischen Bedürfnisse, die sich aus technisch-gesellschaftlichen Revolutionen ergaben, wurden Antrieb und Motor zur Ausweitung der landesherrlichen Staatstätigkeit. Die Ablösung des Feudalgefolges zu der traditionell die Stellung von Lehnspferden gehörten, durch frei geworbene Söldner, führte zur dauerhaften Ablöse der überkommenen Ritterheere. Der Adel verlor damit seine Rolle als traditioneller feudaler Heerführer. Es entstanden Landsknechtsheere die zunehmend mit Handfeuerwaffen ausgestattet waren. Disziplin und Ordnung brachten die Oranischen Heeresreformen, die zum Muster für ganz Europa wurde. Verbesserungen des Fortifikationswesen wurden mit Einführung von Feldartillerie nötig. Diese konnte senkrecht aufragende Strukturen wie Stadtmauern zerstören. Befestigungen mussten nun so gebaut werden, dass sie keine geraden Fronten mehr boten (Hauptform: Zitadelle). Festungsbauten benötigten zusätzliche Finanzressourcen, die der Fürst nicht hatte.
Die Größe der mobilisierbaren Heere stieg von 10.000 Mann um 1500 auf bis zu 150.000 Mann im Dreißigjährigen Krieg an und danach weiter auf bis zu 400.000 Mann im Spanischen Erbfolgekrieg (1701–1713). All dies erhöhte den Ressourcenbedarf der Kriegsführung. Bis ins 17. Jahrhundert dominierten Söldnerheere, danach wurden allmählich stehende Heere auf Basis von frühen Wehrdienstformen und Werbung aufgebaut. Festungsbau, Waffenbeschaffung, -Produktion, Invalidenunterstützung und die einsetzende Kasernierung (inklusive Verpflegung) als Nachfolge der Einquartierung bei Zivilisten waren ebenfalls kostenintensive Faktoren. Die Größe musste wiederum durch Vergrößerung der Heeresverwaltung Rechnung getragen werden. Neue Ämter entstanden und mussten unterhalten werden. Auch Magazine, Waffendepots und Enrollierungen benötigten eine dauerhafte Verwaltung. Die Ablösung der Kompaniewirtschaft wurde zu einem Ziel der Landesherren um die Kontrolle auf den Militärapparat zu wahren und die Soldateska zu zügeln.
Um Kriege erfolgreich bestehen zu können, musste die Ressourcenbasis eines Herrschaftsverbands ausgeweitet werden. Untertanen waren als Soldaten zu gewinnen, durch Zölle, Akzisen auf Salz, Bier, Wein, Getreidemahlen, Steuern und verstärkte Nutzung der Krondomänen wurden die Einkünfte erhöht. Die Aufbringung dieser Mittel erforderte den Aufbau eines kontinuierlich tätigen Regierungs- und Verwaltungsapparats. Zunehmende Ressourcenerweiterung traf auf den Widerstand seitens von Ständeversammlungen (zum Beispiel in Frankreich Fronde 1648–1653) und Untertanen. Im Ergebnis erfolgten Einschränkungen der Rechte von Ständeversammlungen und Untertanen. Die dörfliche Autonomie bezüglich der kommunalen Selbstverwaltung wurde vielerorts eingeengt. Es gab einen gesamtgesellschaftlichen Zwang zur Unterordnung unter die Landesherrlichen Strukturen. Landesfürsten versuchten auch unter Umgehung des traditionellen Rechts in die kommunalen Strukturen einzuwirken.
Die steigende Ressourcenintensität im Zuge der Militärischen Revolution begünstigte große Staaten. Diese konnten durch ihre höheren Einnahmen und Bevölkerungsbasis ein größeres Machtpotenzial aufbauen und unterhalten.
Eine Reihe kriegerischer Auseinandersetzungen bewirkte die Herausbildung eines internationalen Staatensystems. Aus temporären Gesandtschaften wurden um 1700 dauerhafte Einrichtungen an auswärtigen Höfen. Die Kommunikation zwischen den Herrschaftszentralen verdichtete sich. Staatsverträge wurden immer häufiger geschlossen. Es manifestierte sich ein dichtes Kommunikationsnetz der Landesfürsten und Könige in Europa. Dies wirkte im Herrschaftsgefüge nach innen stabilisierend und brachte dem Fürsten Informationsvorteile und Initiative. Die kleinteilig organisierten Stände wurden auf ihre Provinzen zurückgeworfen und hielten nicht mehr Schritt mit der Entwicklung.
Gesellschaftliche Selektionskämpfe der sich beginnenden formierenden Sozialklassen um die Stellung im Herrschaftsgefüge begannen und mündeten in einen allgemeinen Klassenkampf Frühbürgerlicher Revolutionen. Im Kampf um die Hegemonie unter den formal gleichwertigen Staaten um die Vormachtstellung in Europa: zum Beispiel: Reunionskriege, Dominium Maris Baltici, Sammlung der Russischen Erde musste ein tragfähiges Gleichgewicht erreicht werden. Dies wurde durch das Kabinettkriegssystem erreicht.
Erbfolgekriege waren Ausdruck der engen Bindung staatlicher Identität an Herrscherdynastien in der Frühphase der Staatsentwicklung. Die bekanntesten Beispiel waren der Spanische Erbfolgekrieg (1701–1713) und der österreichische Erbfolgekrieg (1740–1748).

### Sozialdisziplinierung

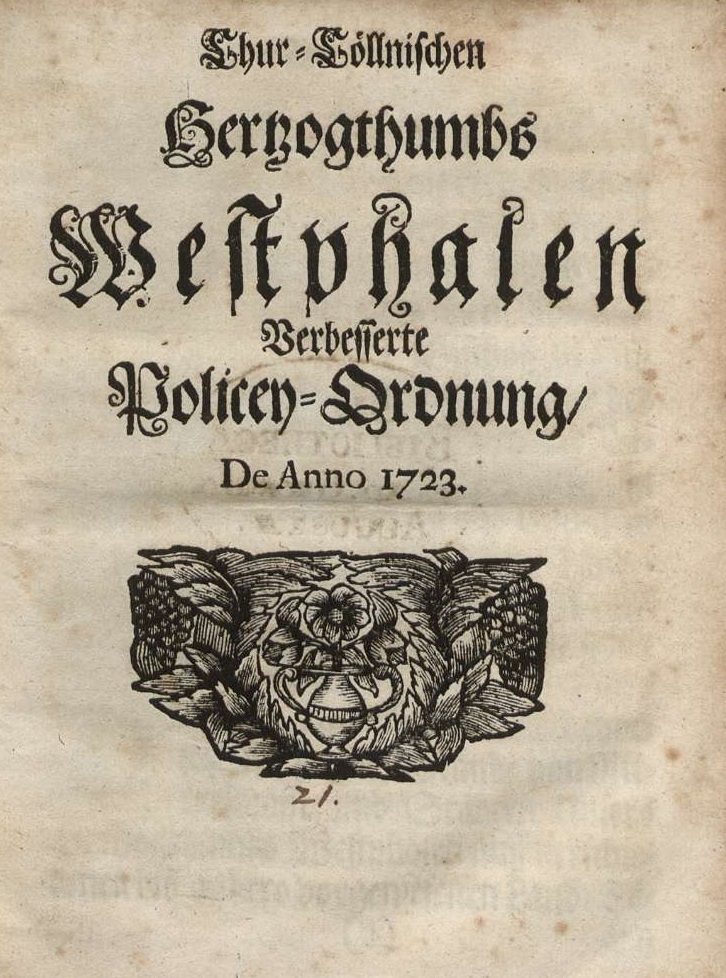
Titelblatt der von Joseph Clemens erlassenen Policeyordnung von 1723 für das Herzogtum Westfalen

Die Sozialdisziplinierung zielte darauf ab, das geordnete Leben in der Gesellschaft im Blick auf den Staat zu stärken und hierfür das menschliche Verhalten in Beruf und Lebensmoral zu disziplinieren. Aus einem ungelenkten und ungeführten Gesellschaftshaufen der undiszipliniert, gewalttätig und chaotisch wirkte, entstand durch Anwendung von Zwang und öffentliche Gewalteinwirkungen eine Befehls- und Gehorsamsstruktur. vor allem in urbanen Räumen sollte eine klarere Ordnung durchgesetzt werden, die die ländlich-feudale Gesellschaftsordnung nicht zu lösen vermochte.
Adressaten waren die korporativ-hierarchische Ständegesellschaft mit Geistlichkeit, Adel, städtischer und ländlicher Bevölkerung einerseits, die absolutistisch-hierarchische Staatsgesellschaft in Hof, Bürokratie und Militär andererseits. Dabei wurde eine Ausrichtung des Handelns an individualethischen Gesichtspunkten angestrebt. Wichtige Mittel der Sozialdisziplinierung der breiten Bevölkerung waren die Policey-Gesetzgebung und die Kirchendisziplin (katholische Beichte, reformierte Sittenzucht). Sie enthielten verfassungsrechtliche und strafrechtliche Bestimmungen und wurden oft vom Rathaus aus verkündet. Das Herrscherregiment versuchte damit überall den eigenen Herrschaftsüberbau durchzusetzen.
Angesichts einer geringen Erfassung der lokalen Ebene durch den frühmodernen Staat mit seinen ungenügenden Behördenunterbau war dieser aber durch ein Vollzugsdefizit geprägt. Erfolg von Zivilisationsprozess und Sozialdisziplinierung war somit begrenzt; Absolutismus war eher eine politische Idealvorstellung als gelebte Realität.
Die Entfaltung des Staats erfolgte auf Reaktion gestiegener Bedürfnisses der Rechtsnutzung durch lokale Gemeinschaften. Im Zuge sinkender Einkommen der Unterschicht und wachsender sozialer Ungleichheit nahm der Bedarf an höheren rechtsordnenden Institutionen zu, um den gesellschaftlichen Frieden zu wahren.
Staatsbildung ging mit dem Ausbau von Höfen und Residenzen einher. Die Herrscher versuchten den Adel von ihren Gütern in die eigene Nähe zu holen, um sie so besser zu kontrollieren und Adelskonföderationen die sich gegen sie richteten im Ansatz zu verhindern. Es bildete sich die Schicht des Hofadels. Die Stellung des Adels hing deshalb zunehmend von seiner Nähe zum Fürsten und von dessen Gunst ab. Der höfische Alltag wurde in eine Abfolge von Zeremonien zur dauernden Darstellung der höfischen Gesellschaft rationalisiert. Um sozial erfolgreich zu sein, mussten sich deren Mitglieder strengen Verhaltenscodes unterwerfen. Fremdzwang verwandelte sich in Selbstzwang. Über die Ausstrahlung von Höfen mit ihren Hofreglements und Zeremonien verbreitete sich zivilisiertes, »höfliches« Verhalten in die weitere Gesellschaft. Der Hof förderte die Zivilisation durch Bildung einer Avantgarde. Politische Kommunikation wurde nun zelebriert. Höflichkeit, Zuvorkommenheit überspielten Rohheit und dem Naturzustand ähnliche Formen. Diplomatie und Staatsakte differenzierten sich in alle Sphären fürstlicher Umgangsformen und bezogen privateste Verrichtungen mit ein. Deren tragende Bedeutungskraft für heutige Menschen äußerst befremdlich wirken.

### Bürokratie
Vorreiterstaaten der frühneuzeitlichen Staatsbildung wurden die einzelnen Fürstenstaaten des Heiligen Römischen Reichs, das einen dezentralen Aufbau besaß und die nord-westeuropäischen Staaten, die einen zentralistischen Ansatz verfolgten. Die Abweichung des Römischen Reichsmodells von den Ansätzen anderer Staaten erklärt sich auch mit dem politischen Scheitern der Habsburgischen Kaiser im 16. und frühen 17. Jahrhundert, von ihrem Herrschaftssitz Wien aus, eine unitarische Kaisergewalt über das gesamte Territorium zur Entfaltung zu bringen. Der nordöstliche Rand des Reiches bildete eine starke fürstliche Gegenmacht aus, die die fürstliche Territorialherrschaft in ihren Staaten trotz aller kaiserlichen Gegenwehr durchsetzten. Aufgrund der dadurch bedingten kleinteiligen räumlichen Organisationsstrukturen lag in der Mitte Europas das Zentrum der staatlich-bürokratischen Entwicklung. Jedes Kleinstfürstentum errichtete eigene zentrale Herrschaftsstrukturen um seinen feudalen Herrscherhof, während in Frankreich alles auf die Zentrale Paris ausgerichtet wurde. Feudale Strukturen hielten sich in Ost- und Südosteuropa deutlich länger. Deren Institutionenbildung blieb in Dichte und Zahl lange zurück und erfuhr erst ab 1700 mit den Petrinischen Reformen einen nachholenden Schub.
Ausgehend von einem feudalen Personenverbandsstaat hatten sich bis 1800 in Europa wesentliche Merkmale des vormodernen Staats ausgeprägt und verbreitet. Diese waren:
- Akkumulation und Konzentration der Herrschaftsrechte auf den Landesherrscher durch Ausschaltung ehemals gleichrangiger Herrschaftskonkurrenten, Integration und Zurückdrängung intermediärer ständischer Gewalten (Kirche, Adel, Städte);
- Arrondierung und Durchdringung des Territoriums; Kreis- und Amtsbildung
- Aufwuchs der Herrschaftsaufgaben von Rechts- und Landfriedenssicherung auf aktivere Gestaltung aller Lebensbereiche;
- Aufbau zentraler Verwaltungsapparate: Entstehung einer Bürokratie (Finanzen, Justiz, Kirche, Armeewesen)
- Ausbau des Hofstaats zum institutionalisierten landesweiten Herrschaftsmittelpunkt
- Wandel der Herrschaftslegitimation (von traditional-sakraler Legitimierung von Gottes Gnaden im Mittelalter, zu aufgeklärter, vernunftgeleiteter Herrschaft im aufgeklärten Absolutismus).

Was fehlte und den frühneuzeitlichen Staat vom modernen Staat unterscheidet, war die fehlende Gewaltenteilung. Die starke Stellung eines Herrscherhofs und die weiter großen Anteil an Privatbesitz des Fürsten am Territorium und dessen Eingriffsmöglichkeiten in die Exekutive. Das Volk existierte gar nicht im Staatswesen.
Die mittelalterlichen Institutionen in aller ihrer Kleinteiligkeit und Kompetenzüberschneidungen waren weiterhin existierend. Sie behinderten den Fortschritt.